# Uklanamandi
Uklanamandi là một thành phố và là nơi đặt ủy ban đô thị (municipal committee) của quận Hisar thuộc bang Haryana, Ấn Độ.

## Nhân khẩu
Theo điều tra dân số năm 2001 của Ấn Độ, Uklanamandi có dân số 10.936 người. Phái nam chiếm 53% tổng số dân và phái nữ chiếm 47%. Uklanamandi có tỷ lệ 70% biết đọc biết viết, cao hơn tỷ lệ trung bình toàn quốc là 59,5%: tỷ lệ cho phái nam là 76%, và tỷ lệ cho phái nữ là 64%. Tại Uklanamandi, 14% dân số nhỏ hơn 6 tuổi.